# 사드리어

사드리어의 화자 분포

사드리어(Sadri) 또는 나그푸리어(Nagpuri)는 인도 자르칸드주, 차티스가르주, 오디샤주, 비하르주에 걸쳐 사용되는 인도아리아어군 언어이다. 초타 나그푸르(Chota Nagpur) 고원 지역의 서부와 중부에서 주로 사용된다. 간혹 보지푸리어의 한 방언으로 여겨진다.